# Olympische Sommerspiele 1984/Rudern
Bei den XXIII. Olympischen Sommerspielen 1984 in Los Angeles wurden im Rudern insgesamt 14 Wettbewerbe für Männer und Frauen ausgetragen. Die Regattastrecke befand sich auf dem Lake Casitas rund 85 km nordwestlich von Los Angeles.

## Bilanz

### Medaillenspiegel
| Platz | Land               | Gold | Silber | Bronze | Gesamt |
| ----- | ------------------ | ---- | ------ | ------ | ------ |
| 1     | Rumänien           | 6    | 2      | –      | 8      |
| 2     | Vereinigte Staaten | 2    | 5      | 1      | 8      |
| 3     | Kanada             | 1    | 2      | 3      | 6      |
| 4     | BR Deutschland     | 1    | 1      | 1      | 3      |
| 5     | Neuseeland         | 1    | –      | 1      | 2      |
| 6     | Finnland           | 1    | –      | –      | 1      |
| 6     | Großbritannien     | 1    | –      | –      | 1      |
| 6     | Italien            | 1    | –      | –      | 1      |
| 9     | Australien         | –    | 1      | 2      | 3      |
| 10    | Belgien            | –    | 1      | 1      | 2      |
| 10    | Niederlande        | –    | 1      | 1      | 2      |
| 12    | Spanien            | –    | 1      | –      | 1      |
| 13    | Dänemark           | –    | –      | 2      | 2      |
| 14    | Jugoslawien        | –    | –      | 1      | 1      |
| 14    | Norwegen           | –    | –      | 1      | 1      |

### Medaillengewinner
| Konkurrenz             | Gold | Silber | Bronze |
| ---------------------- | --- | --- | --- |
| Einer                  | Pertti Karppinen | Peter-Michael Kolbe | Robert Mills |
| Doppelzweier           | Vereinigte Staaten Brad Alan Lewis Paul Enquist                                                                            | Belgien Pierre-Marie Deloof Dirk Crois | Jugoslawien Zoran Pančić Milorad Stanulov                                                                                               |
| Zweier ohne Steuermann | Rumänien Petru Iosub Valer Toma                                                                                            | Spanien Fernando Climent Huerta Luis María Lasúrtegui | Norwegen Hans Magnus Grepperud Sverre Løken                                                                                             |
| Zweier mit Steuermann  | Italien Carmine Abbagnale Giuseppe Abbagnale Giuseppe Di Capua                                                             | Rumänien Dimitrie Popescu Vasile Tomoiagă Dumitru Răducanu | Vereinigte Staaten Kevin Still Robert Espeseth Douglas Herland                                                                          |
| Doppelvierer           | BR Deutschland Albert Hedderich Raimund Hörmann Dieter Wiedenmann Michael Dürsch                                           | Australien Paul Reedy Gary Gullock Timothy McLaren Anthony Lovrich                                                                                              | Kanada Doug Hamilton Mike Hughes Phil Monckton Bruce Ford                                                                               |
| Vierer ohne Steuermann | Neuseeland Leslie O’Connell Shane O’Brien Conrad Robertson Keith Trask                                                     | Vereinigte Staaten David Clark Jon Smith Phillip Stekl Alan Forney                                                                                              | Dänemark Michael Jessen Lars Nielsen Per Rasmussen Erik Christiansen                                                                    |
| Vierer mit Steuermann  | Großbritannien Martin Cross Richard Budgett Andrew Holmes Steven Redgrave Adrian Ellison                                   | Vereinigte Staaten Thomas Kiefer Gregory Springer Michael Bach Edward Ives John Stillings                                                                       | Neuseeland Kevin Lawton Donald Symon Barrie Mabbott Ross Tong Brett Hollister                                                           |
| Achter                 | Kanada Blair Horn Dean Crawford Michael Evans Paul Steele Grant Main Mark Evans Kevin Neufeld Patrick Turner Brian McMahon | Vereinigte Staaten Walter Lubsen Andrew Sudduth John Terwilliger Christopher Penny Thomas Darling Fred Borchelt Charles Clapp Bruce Ibbetson Robert Jaugstetter | Australien Craig Muller Clyde Hefer Samuel Patten Timothy Willoughby Ian Edmunds James Battersby Ion Popa Stephen Evans Gavin Thredgold |

| Konkurrenz                  | Gold | Silber | Bronze |
| --------------------------- | --- | --- | --- |
| Einer                       | Valeria Răcilă | Charlotte Geer | Ann Haesebrouck |
| Doppelzweier                | Rumänien Mărioara Popescu Elisabeta Lipă | Niederlande Greet Hellemans Nicolette Hellemans                                                                                             | Kanada Danièle Laumann Silken Laumann |
| Zweier ohne Steuerfrau      | Rumänien Rodica Arba Elena Horvat | Kanada Elizabeth Craig Patricia Smith | BR Deutschland Ellen Becker Iris Völkner |
| Doppelvierer mit Steuerfrau | Rumänien Maricica Țăran Anișoara Sorohan Ioana Badea Sofia Corban Ecaterina Oancia                                                                          | Vereinigte Staaten Anne Marden Lisa Rohde Joan Lind Virginia Gilder Kelly Rickon                                                            | Dänemark Hanne Eriksen Birgitte Hanel Inger Køfød Bodil Steen Rasmussen Jette Hejli Sørensen                                                                                          |
| Vierer mit Steuerfrau       | Rumänien Florica Lavric Maria Fricioiu Chira Apostol Olga Bularda Viorica Ioja                                                                              | Kanada Marilyn Brain Angela Schneider Barbara Armbrust Jane Tregunno Lesley Thompson                                                        | Australien Robyn Grey-Gardner Karen Brancourt Susan Chapman Margot Foster Susan Lee                                                                                                   |
| Achter                      | Vereinigte Staaten Shyril O’Steen Harriet Metcalf Carol Bower Carolyn Graves Jeanne Flanagan Kristine Norelius Kristen Thorsness Kathryn Keeler Betsy Beard | Rumänien Doina Bălan Marioara Trașcă Aurora Pleșca Aneta Mihaly Adriana Bazon Mihaela Armășescu Camelia Diaconescu Lucia Sauca Viorica Ioja | Niederlande Nicolette Hellemans Lynda Cornet Harriet van Ettekoven Greet Hellemans Marieke van Drogenbroek Anne Marie Quist Catharina Neelissen Willemien Vaandrager Martha Laurijsen |

## Ergebnisse

### Männer
Finalrennen am 5. August

#### Einer
| Platz | Land | Sportler                 | Zeit (min)            |
| ----- | ---- | ------------------------ | --------------------- |
| 1     | FIN  | Pertti Karppinen         | 7:00,24               |
| 2     | FRG  | Peter-Michael Kolbe      | 7:02,19               |
| 3     | CAN  | Robert Mills             | 7:10,38               |
| 4     | USA  | John Biglow              | 7:12,00               |
| 5     | ARG  | Ricardo Ibarra           | 7:14,59               |
| 6     | GRE  | Konstatinos Kontomanolis | 7:17,03               |
| 7     | NZL  | Gary Reid                | 7:22,63 (im B-Finale) |
| 8     | AUT  | Raimund Haberl           | 7:25,38 (im B-Finale) |

#### Doppelzweier
| Platz | Land | Sportler                           | Zeit (min)            |
| ----- | ---- | ---------------------------------- | --------------------- |
| 1     | USA  | Brad Alan Lewis Paul Enquist       | 6:36,87               |
| 2     | BEL  | Pierre-Marie Deloof Dirk Crois     | 6:38,19               |
| 3     | YUG  | Zoran Pančić Milorad Stanulov      | 6:39,59               |
| 4     | FRG  | Georg Agrikola Andreas Schmelz     | 6:36,70               |
| 5     | ITA  | Francesco Esposito Ruggero Verroca | 6:38,91               |
| 6     | CAN  | Peter MacGowan Tim Storm           | 6:38,33               |
| 7     | AUT  | Wilfried Auerbach Thomas Linemayr  | 6:44,54 (im B-Finale) |
| 8     | FIN  | Reima Karppinen Aarne Lindroos     | 6:44,43 (im B-Finale) |

#### Zweier ohne Steuermann
| Platz | Land | Sportler                                      | Zeit (min)            |
| ----- | ---- | --------------------------------------------- | --------------------- |
| 1     | ROU  | Petru Iosub Valer Toma                        | 6:45,39               |
| 2     | ESP  | Fernando Climent Huerta Luis María Lasúrtegui | 6:48,47               |
| 3     | NOR  | Hans Magnus Grepperud Sverre Løken            | 6:51,81               |
| 4     | FRG  | Thomas Möllenkamp Axel Wöstmann               | 6:52,53               |
| 5     | ITA  | Marco Romano Pasquale Aiese                   | 6:55,88               |
| 6     | USA  | Dave De Ruff John Strotbeck Jr.               | 6:58,46               |
| 7     | NED  | Sjoerd Hoekstra Joost Adema                   | 7:02,62 (im B-Finale) |
| 8     | BRA  | Ronaldo de Carvalho Ricardo de Carvalho       | 7:03,97 (im B-Finale) |

#### Zweier mit Steuermann
| Platz | Land | Sportler                                                      | Zeit (min)            |
| ----- | ---- | ------------------------------------------------------------- | --------------------- |
| 1     | ITA  | Carmine Abbagnale Giuseppe Abbagnale Giuseppe Di Capua (Stm.) | 7:05,99               |
| 2     | ROU  | Dimitrie Popescu Vasile Tomoiagă Dumitru Răducanu (Stm.)      | 7:11,21               |
| 3     | USA  | Kevin Still Robert Espeseth Douglas Herland (Stm.)            | 7:12,81               |
| 4     | BRA  | Ángelo Roso Neto Walter Soares Nilton Alonço (Stm.)           | 7:17,07               |
| 5     | CAN  | Harold Backer Tony Zasada Tan Barkley (Stm.)                  | 7:18,98               |
| 6     | FRG  | Dieter Göpfert Hermann Greß Rudolf Ziegler (Stm.)             | 7:25,16               |
| 7     | YUG  | Zlatko Celent Dario Vidošević Mirko Ivančić (Stm.)            | 7:25,60 (im B-Finale) |
| 8     | GBR  | Adrian Genziani Bill Lang Alan Inns (Stm.)                    | 7:27,56 (im B-Finale) |

#### Doppelvierer
| Platz | Land | Sportler                                                          | Zeit (min)            |
| ----- | ---- | ----------------------------------------------------------------- | --------------------- |
| 1     | FRG  | Albert Hedderich Raimund Hörmann Dieter Wiedenmann Michael Dürsch | 5:57,55               |
| 2     | AUS  | Paul Reedy Gary Gullock Timothy McLaren Anthony Lovrich           | 5:57,98               |
| 3     | CAN  | Doug Hamilton Mike Hughes Phil Monckton Bruce Ford                | 5:59,07               |
| 4     | ITA  | Antonio Dell’Aquila Renato Gaeta Stefano Lari Piero Poli          | 6:00,94               |
| 5     | FRA  | Pascal Body Marc Boudoux Pascal Dubosquelle Serge Fornara         | 6:01,35               |
| 6     | ESP  | Jesús González Julio Oliver Luis Miguel Oliver Manuel Vera        | 6:04,99               |
| 7     | USA  | Bruce Beall Curtis Fleming Ridgely Johnson Greg Montesi           | 6:11,50 (im B-Finale) |
| 8     | NOR  | Ivan Enstad Pål Sandli Espen Thorsen Vetle Vinje                  | 6:12,18 (im B-Finale) |

#### Vierer ohne Steuermann
| Platz | Land | Sportler                                                        | Zeit (min)            |
| ----- | ---- | --------------------------------------------------------------- | --------------------- |
| 1     | NZL  | Leslie O’Connell Shane O’Brien Conrad Robertson Keith Trask     | 6:03,48               |
| 2     | USA  | David Clark Jon Smith Phillip Stekl Alan Forney                 | 6:06,10               |
| 3     | DEN  | Michael Jessen Lars Nielsen Per Rasmussen Erik Christiansen     | 6:07,72               |
| 4     | FRG  | Norbert Keßlau Volker Grabow Jörg Puttlitz Guido Grabow         | 6:09,27               |
| 5     | SUI  | Bruno Saile Jürg Weitnauer Hans-Konrad Trümpler Stefan Netzle   | 6:09,50               |
| 6     | SWE  | Anders Wilgotson Hans Svensson Lars-Åke Lindqvist Anders Larson | 6:11,71               |
| 7     | CAN  | Tim Turner Ted Gibson David Johnson Stephen Beatty              | 6:26,10 (im B-Finale) |
| 8     | AUS  | David Doyle James Lowe Duncan Fisher John Bentley               | 6:28,31 (im B-Finale) |

#### Vierer mit Steuermann
| Platz | Land | Sportler                                                                             | Zeit (min)            |
| ----- | ---- | ------------------------------------------------------------------------------------ | --------------------- |
| 1     | GBR  | Martin Cross Richard Budgett Andrew Holmes Steven Redgrave Adrian Ellison (Stm.)     | 6:18,64               |
| 2     | USA  | Thomas Kiefer Gregory Springer Michael Bach Edward Ives John Stillings (Stm.)        | 6:20,28               |
| 3     | NZL  | Kevin Lawton Donald Symon Barrie Mabbott Ross Tong Brett Hollister (Stm.)            | 6:23,68               |
| 4     | ITA  | Giovanni Sergi Sergas Giovanni Suarez Gino Iseppi Giuseppe Carando Siro Meli (Stm.)  | 6:26,44               |
| 5     | CAN  | Dave Ross Tim Christian Richard Doey Nick Toulmin Paul Tessier (Stm.)                | 6:28,78               |
| 6     | FRG  | Heribert Karches Georg Konermann Wolfram Thiem Wolfgang Maennig Manfred Klein (Stm.) | 6:34,23               |
| 7     | BRA  | André Berezin Luiz dos Santos Dênis Marinho Laildo Machado Manuel Mandel (Stm.)      | 6:47,13 (im B-Finale) |
| 8     | JPN  | Satoru Miyoshi Tadashi Abe Shunsuke Kawamoto Hideaki Maeguchi Akihiro Koike (Stm.)   | 6:52,62 (im B-Finale) |

#### Achter
| Platz | Land | Sportler | Zeit (min) |
| ----- | ---- | --- | ---------- |
| 1     | CAN  | Blair Horn, Dean Crawford, Michael Evans, Paul Steele, Grant Main, Mark Evans, Kevin Neufeld, Patrick Turner, Brian McMahon (Stm.)                                                  | 5:41,32    |
| 2     | USA  | Walter Lubsen, Andrew Sudduth, John Terwilliger, Christopher Penny, Thomas Darling, Fred Borchelt, Charles Clapp, Bruce Ibbetson, Robert Jaugstetter (Stm.)                         | 5:41,74    |
| 3     | AUS  | Craig Muller, Clyde Hefer, Samuel Patten, Timothy Willoughby, Ian Edmunds, James Battersby, Ion Popa, Stephen Evans, Gavin Thredgold (Stm.)                                         | 5:43,40    |
| 4     | NZL  | Nigel Atherfold, Dave Rodger, Roger White-Parsons, George Keys, Greg Johnston, Christopher White, Andrew Stevenson, Mike Stanley, Andy Hay (Stm.)                                   | 5:44,14    |
| 5     | GBR  | Duncan McDougall, Chris Mahoney, Salih Hassan, Clive Roberts, Adam Clift, John Pritchard, Malcolm McGowan, Allan Whitwell, Colin Moynihan (Stm.)                                    | 5:47,01    |
| 6     | FRA  | Alain Duprat, Dominique Lecointe, Thierry Louvet, Patrick Vibert-Vichet, Jacques Taborski, Jean-Jacques Martigne, Olivier Pons, Bernard Chevalier, Jean-Pierre Huguet-Balent (Stm.) | 5:49,52    |
| 7     | CHI  | Mario Castro, Carlos Neyra, Zibor Llanos, Giorgio Vallebuona, Alejandro Rojas, Víctor Contreras, Rodolfo Pereira, Marcelo Rojas, Rodrigo Abasolo (Stm.)                             | 6:07,03    |

### Frauen
Finalrennen am 4. August

#### Einer
| Platz | Land | Sportlerin       | Zeit (min)            |
| ----- | ---- | ---------------- | --------------------- |
| 1     | ROU  | Valeria Răcilă   | 3:40,68               |
| 2     | USA  | Charlotte Geer   | 3:43,89               |
| 3     | BEL  | Ann Haesebrouck  | 3:45,72               |
| 4     | CAN  | Andrea Schreiner | 3:45,97               |
| 5     | DEN  | Lise Justesen    | 3:47,79               |
| 6     | GBR  | Beryl Mitchell   | 3:51,20               |
| 7     | NZL  | Stephanie Foster | 3:52,20 (im B-Finale) |
| 8     | NED  | Jos Compaan      | 3:52,80 (im B-Finale) |

#### Doppelzweier
| Platz | Land | Sportlerinnen                       | Zeit (min)            |
| ----- | ---- | ----------------------------------- | --------------------- |
| 1     | ROU  | Mărioara Popescu Elisabeta Lipă     | 3:26,75               |
| 2     | NED  | Greet Hellemans Nicolette Hellemans | 3:29,13               |
| 3     | CAN  | Danièle Laumann Silken Laumann      | 3:29,82               |
| 4     | SWE  | Marie Carlsson Carina Gustavsson    | 3:30,79               |
| 5     | NOR  | Solfrid Johansen Haldis Lenes       | 3:32,09               |
| 6     | USA  | Judy Geer Cathy Thaxton-Tippett     | 3:23,33               |
| 7     | AUT  | Inge Niedermayer Vera Sommerbauer   | 3:36,20 (im B-Finale) |
| 8     | GBR  | Sally Bloomfield Nonie Ray          | 3:40,08 (im B-Finale) |

#### Zweier ohne Steuerfrau
| Platz | Land | Sportlerinnen                      | Zeit (min) |
| ----- | ---- | ---------------------------------- | ---------- |
| 1     | ROU  | Rodica Arba Elena Horvat           | 3:32,60    |
| 2     | CAN  | Elizabeth Craig Patricia Smith     | 3:36,06    |
| 3     | FRG  | Ellen Becker Iris Völkner          | 3:40,50    |
| 4     | NED  | Lynda Cornet Harriet van Ettekoven | 3:44,01    |
| 5     | USA  | Barbara Kirch Chari Towne          | 3:44,35    |
| 6     | GBR  | Ruth Howe Kate Panter              | 3:48,53    |

#### Doppelvierermit Steuerfrau
| Platz | Land | Sportlerinnen                                                                               | Zeit (min)                 |
| ----- | ---- | ------------------------------------------------------------------------------------------- | -------------------------- |
| 1     | ROU  | Maricica Țăran Anișoara Sorohan Ioana Badea Sofia Corban Ecaterina Oancia (Stf.)            | 3:14,11                    |
| 2     | USA  | Anne Marden Lisa Rohde Joan Lind Virginia Gilder Kelly Rickon (Stf.)                        | 3:15,57                    |
| 3     | DEN  | Hanne Eriksen Birgitte Hanel Inger Køfød Bodil Steen Rasmussen Jette Hejli Sørensen (Stf.)  | 3:16,02                    |
| 4     | FRG  | Anne Dickmann Regina Kleine-Kuhlmann Ute Kumitz Sabine Reuter Kathrien Plückhahn (Stf.)     | 3:16,81                    |
| 5     | FRA  | Lydie Dubedat-Briero Christine Gossé Évelyne Imbert Hélène Ledoux Patricia Couturier (Stf.) | 3:17,87                    |
| 6     | ITA  | Alessandra Borio Antonella Corazza Raffaella Memo Donata Minorati Roberta Del Core (Stf.)   | 3:21,48                    |
| 7     | CAN  | Vicki Harber Janice Mason Lisa Roy Dolores Young Carolyn Trono (Stf.)                       | 3:19,88 (im Hoffnungslauf) |

#### Vierer mit Steuerfrau
| Platz | Land | Sportlerinnen                                                                                           | Zeit (min)            |
| ----- | ---- | --- | --------------------- |
| 1     | ROU  | Florica Lavric Maria Fricioiu Chira Apostol Olga Bularda Viorica Ioja (Stf.)                            | 3:19,30               |
| 2     | CAN  | Marilyn Brain Angela Schneider Barbara Armbrust Jane Tregunno Lesley Thompson (Stf.)                    | 3:21,55               |
| 3     | AUS  | Robyn Grey-Gardner Karen Brancourt Susan Chapman Margot Foster Susan Lee (Stf.)                         | 3:23,29               |
| 4     | USA  | Janet Harville Elizabeth Miles Abigail Peck Patricia Spratlen Valerie McClain-Ward (Stf.)               | 3:23,58               |
| 5     | NED  | Marieke van Drogenbroek Catalien Neelissen Anne-Marie Quist Willemien Vaandrager Marty Laurijsen (Stf.) | 3:23,97               |
| 6     | FRG  | Angelika Beblo Sabine Hinkelmann Heike Neu Kerstin Rehders Heidrun Barth (Stf.)                         | 3:29,03               |
| 7     | GBR  | Katie Ball Jean Genchi Teresa Millar Joanna Toch Kathy Talbot (Stf.)                                    | 3:33,72 (im B-Finale) |
| 8     | CHN  | Chen Changfeng Huang Meixia Shi Meiping Yang Xiao Zhang Liming (Stf.)                                   | 3:34,22 (im B-Finale) |

#### Achter
| Platz | Land | Sportlerinnen | Zeit (min) |
| ----- | ---- | --- | ---------- |
| 1     | USA  | Shyril O’Steen, Harriet Metcalf, Carol Bower, Carolyn Graves, Jeanne Flanagan, Kristine Norelius, Kristen Thorsness, Kathryn Keeler, Betsy Beard (Stf.)                                  | 2:59,80    |
| 2     | ROU  | Doina Bălan, Marioara Trașcă, Aurora Pleșca, Aneta Mihaly, Adriana Bazon, Mihaela Armășescu, Camelia Diaconescu, Lucia Sauca, Viorica Ioja (Stf.)                                        | 3:00,87    |
| 3     | NED  | Nicolette Hellemans, Lynda Cornet, Harriet van Ettekoven, Greet Hellemans, Marieke van Drogenbroek, Anne Marie Quist, Catharina Neelissen, Willemien Vaandrager, Martha Laurijsen (Stf.) | 3:02,92    |
| 4     | CAN  | Christine Clarke, Carol Colgan, Gail Cort, Joanie Gillingham, Kathey Lichty, Cathy Lund, Lisa Robertson, Kay Worthington, Lesley Anderson-Herweck (Stf.)                                 | 3:03,64    |
| 5     | GBR  | Astrid Ayling, Ann Callaway, Alexa Forbes, Gillian Hodges, Kate Holroyd, Belinda Holmes, Sarah Hunter-Jones, Kate McNicol, Sue Bailey (Stf.)                                             | 3:04,51    |
| 6     | FRG  | Angelika Beblo, Ellen Becker, Sabine Hinkelmann, Klaudia Hornung, Heike Neu, Kerstin Rehders, Elke Riesenkönig, Iris Völkner, Heidrun Barth (Stf.)                                       | 3:09,92    |